# Првенство Јужне Америке у фудбалу 1926.
Првенство Јужне Америке 1926.  је било десето издање овог такмичења, сада познатог по имену Копа Америка. Турнир је одржан у Сантијаго де Чилеу, Чиле од 2. октобра до 3. новембра 1926. године. Домаћин, репрезентација Чилеа, је освојила четврто место. Шампион је по шести пут постала репрезентација Уругваја. Најбољи стрелац првенства је постао Чилеанац Давид Арељано са седам постигнутих голова.

## Учесници
1.  Аргентина

2.  Боливија

3.  Парагвај
 
4.  Уругвај

5.  Чиле

На овом првенству Јужне Америке учествовало је пет тимова: домаћин Чиле, затим Аргентина, Уругвај, Боливија и Парагвај. Бразил се повукао пре почетка турнира. Бергеров систем је примењен, а првак је био тим који је прикупио највише бодова.

## Град домаћин
| Сантијаго де Чиле                | Сантијаго де Чиле |
| -------------------------------- | ----------------- |
| Стадион Кампос де спортс де Њуња |                   |
| Капацитет: 27.000                |                   |
|                                  |                   |

## Табела
| Репрезентација | И | Д | Н | И | ДГ | ПГ | ГР  | Бод. |
| -------------- | - | - | - | - | -- | -- | --- | ---- |
| Уругвај        | 4 | 4 | 0 | 0 | 17 | 2  | +15 | 8    |
| Аргентина      | 4 | 2 | 1 | 1 | 14 | 3  | +11 | 5    |
| Чиле           | 4 | 2 | 1 | 1 | 14 | 6  | +8  | 5    |
| Парагвај       | 4 | 1 | 0 | 3 | 8  | 20 | −12 | 2    |
| Боливија       | 4 | 0 | 0 | 4 | 2  | 24 | −22 | 0    |

## Утакмице
| Чиле                                                                 | 7–1 | Боливија   |
| -------------------------------------------------------------------- | --- | ---------- |
| Рамирез 10’ · Субиабре 14’ · Арељано 15’, 41’, 80’, 84’ · Морено 47’ |     | Агилар 89’ |

| Аргентина                                            | 5–0 | Боливија |
| ---------------------------------------------------- | --- | -------- |
| Черо 9’, 19’ · Соса 31’ · Делгадо 43’ · Де Мигел 74’ |     |          |

| Уругвај                                  | 3–1 | Чиле                |
| ---------------------------------------- | --- | ------------------- |
| Борхас 22’ · Кастро 32’ · Х. Скароне 55’ |     | Субиабре 65’ (пен.) |

| Аргентина                                                            | 8–0 | Парагвај |
| -------------------------------------------------------------------- | --- | -------- |
| Соса 11’, 32’, 59’, 87’ · Черо 16’ · Делгадо 40’, 42’ · Де Мигел 52’ |     |          |

| Боливија    | 1–6 | Парагвај                                                      |
| ----------- | --- | ------------------------------------------------------------- |
| К. Сото 88’ |     | К. Рамирез 16’, 24’ · Х. Рамирез 45’, 58’, 63’ · И. Лопез 88’ |

| Аргентина | 0–2 | Уругвај                 |
| --------- | --- | ----------------------- |
|           |     | Борхас 22’ · Кастро 73’ |

| Уругвај                                     | 6–0 | Боливија |
| ------------------------------------------- | --- | -------- |
| Скароне 9’, 12’, 28’, 39’, 81’ · Романо 67’ |     |          |

| Чиле           | 1–1 | Аргентина     |
| -------------- | --- | ------------- |
| Г. Саведра 25’ |     | Тараскони 87’ |

| Уругвај                                                | 6–1 | Парагвај                 |
| ------------------------------------------------------ | --- | ------------------------ |
| Кастро 16’, 23’, 32’, 72’ · Салдомбиде 47’ (пен.), 82’ |     | Флеитас Солич 58’ (пен.) |

| Чиле                                     | 5–1 | Парагвај        |
| ---------------------------------------- | --- | --------------- |
| Арељано 21’, 64’, 71’ · Рамирез 42’, 82’ |     | Варгас Пења 85’ |

## Листа стрелаца
7 голова
- Давид Арељано

6 голова
| - Хектор Кастро | - Хектор Скароне |  |

5 голова
- Габино Соса

4 гола
- Рамирез

3 гола
| - Роберто Черо | - Делгадо | - Пабло Рамирез |

2 гола
| - Де Мигел - Субиабре | - Карлос Рамирез - Борхас | - Зоило |

1 гол
| - Тараскони - Агилар - К. Сото | - Морено - Солич - И. Лопез | - Варгас Пења - Анхел Романо |